# 道の駅あかばねロコステーション
道の駅あかばねロコステーション（みちのえき あかばねロコステーション）は、愛知県田原市にある国道42号の道の駅である。

## 施設

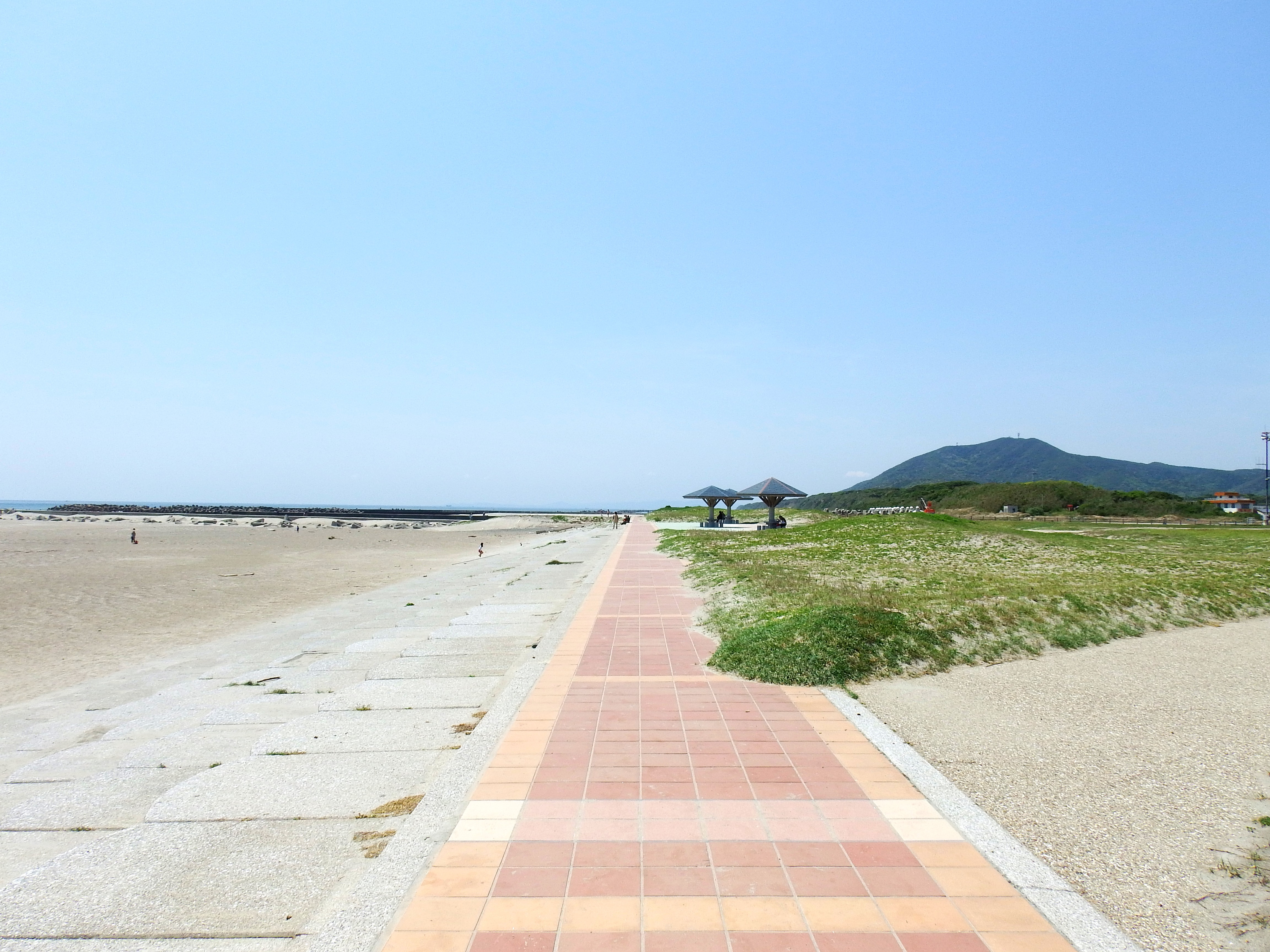
道の駅に隣接する赤羽根海岸

- 駐車場
  - 普通車：57台
  - 大型車：3台
  - 身障者用：2台
- トイレ（いずれも24時間利用可能）
  - 男：14器（大  器、小  器）
  - 女：14器
  - 身障者用：1器
- 公衆電話
- 観光情報案内コーナー
- 特産品コーナー
- レストラン

## 休館日
- 年中無休

## アクセス
- 国道42号 - 登録路線